# Șoimari
Șoimari község Prahova megyében, Munténiában, Romániában.  A hozzá tartozó települések: Lopatnița és Măgura.

## Fekvése
A megye keleti részén található, a megyeszékhelytől, Ploieşti-től, negyvenkét kilométerre északkeletre, a Lopatna patak mentén, a Szubkárpátok dombságain.

## Történelem
A 19. század végén a község Prahova megye Podgoria járásához tartozott és Șoimari valamint Atârnați (a mai Măgura régi neve) falvakból állt, összesen 2101 lakossal. Ebben az időszakban a község tulajdonában volt egy iskola, egy templom valamint három vízimalom a Lopatna patakon.
1925-ös évkönyv szerint a községnek 2962 lakosa volt.
1950-ben közigazgatási átszervezés alapján, a Prahova-i régió Teleajen rajonjához került, majd 1952-ben a Ploiești régióhoz csatolták.
1959-ben a rajon vezetőségének döntése értelmében, Șoimari északi részéből kialakították Lopatnița falut.
Atârnați falut rövid időre Matița községhez csatolták, majd 1964-ben felvette a ma is használt Măgura nevet.
1968-ban ismét megyerendszert vezettek be az országban, a község az újból létrehozott Prahova megye része lett.

## Lakossága
A nemzetiségi megoszlás a következő:
| 2002     | 2002 | 2002   |
| -------- | ---- | ------ |
| Románok  | 3196 | 100,0% |
| Összesen | 3196 | 100,0% |